# 共产主义同志会
共产主义同志会是中国历史上的一个共产主义政党。
1921年7月，湖北江陵人胡鄂公与同乡熊德山联络一些湖北青年，在北京成立了“马克思主义研究会”。次年2月16日，他们又组织成立“共产主义同志会”，创办了《今日》杂志。因此，该党又被称作“今日派共产党”。后来，胡鄂公在李大钊介绍下秘密加入中国共产党，他领导的“共产主义同志会”也并入中共。